# Carl Wilhelm (Chorleiter)

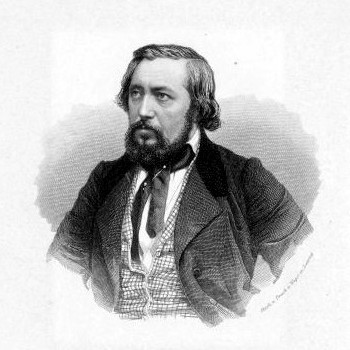
Carl Wilhelm

Carl Wilhelm (* 5. September 1815 in Schmalkalden; † 26. August 1873 ebenda) war ein deutscher Dirigent, Chorleiter und Komponist, seine bekannteste Komposition ist das Lied Die Wacht am Rhein.

## Leben
Wilhelm war ein Schüler von Aloys Schmitt. Er war von 1841 bis 1864 Dirigent der Krefelder Liedertafel.
1853 wurde er in den Bund der Freimaurer aufgenommen.
In Krefeld vertonte er 1854 das im Jahr 1840 von Max Schneckenburger verfasste Gedicht Die Wacht am Rhein. In Anerkennung des Erfolgs und der nationalen Bedeutung dieses Liedes erhielt er neben zahlreichen Ehrungen und Orden am 24. Juni 1871 ein persönliches Anerkennungsschreiben des Reichskanzlers Otto von Bismarck. Von demselben Jahr an erhielt er von der deutschen Reichsregierung eine jährliche Schenkung von 3.000 Mark, was mehr als das Vierfache eines damaligen Arbeiterlohnes war.
Eine weitere bekannte Komposition ist der Kavallerie-Marsch (Wrangel-Marsch), AM III, 53.
Von 1865 an war Wilhelm als Musikvereinsdirigent in Schmalkalden tätig.

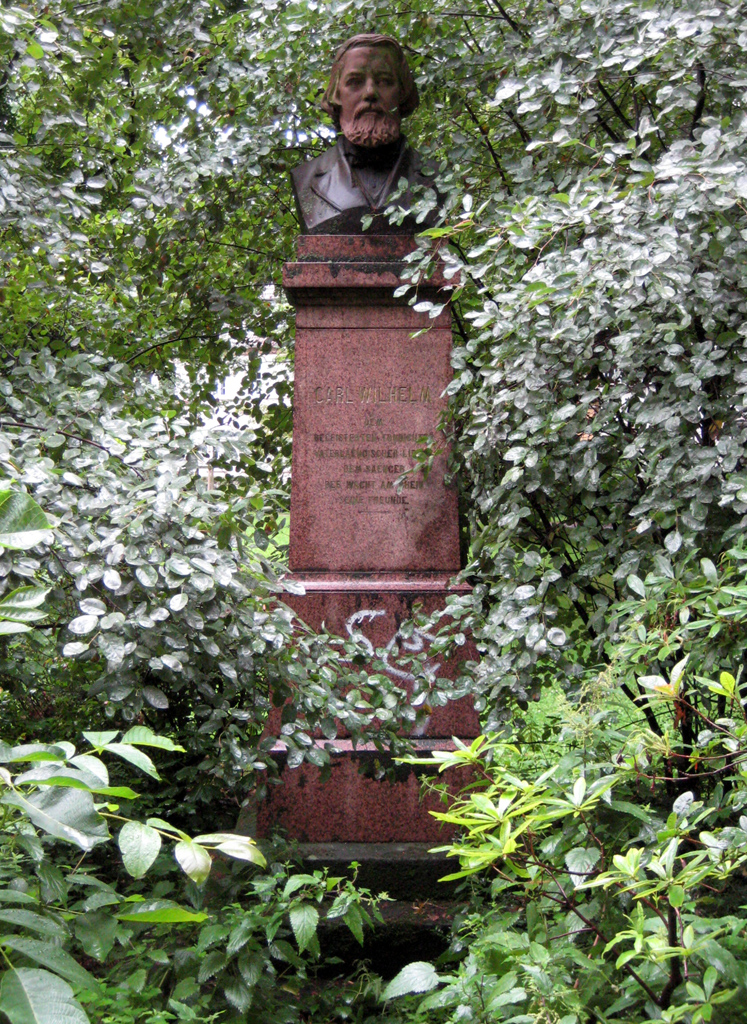
Carl-Wilhelm-Denkmal im Stadtgarten Krefeld (2007)
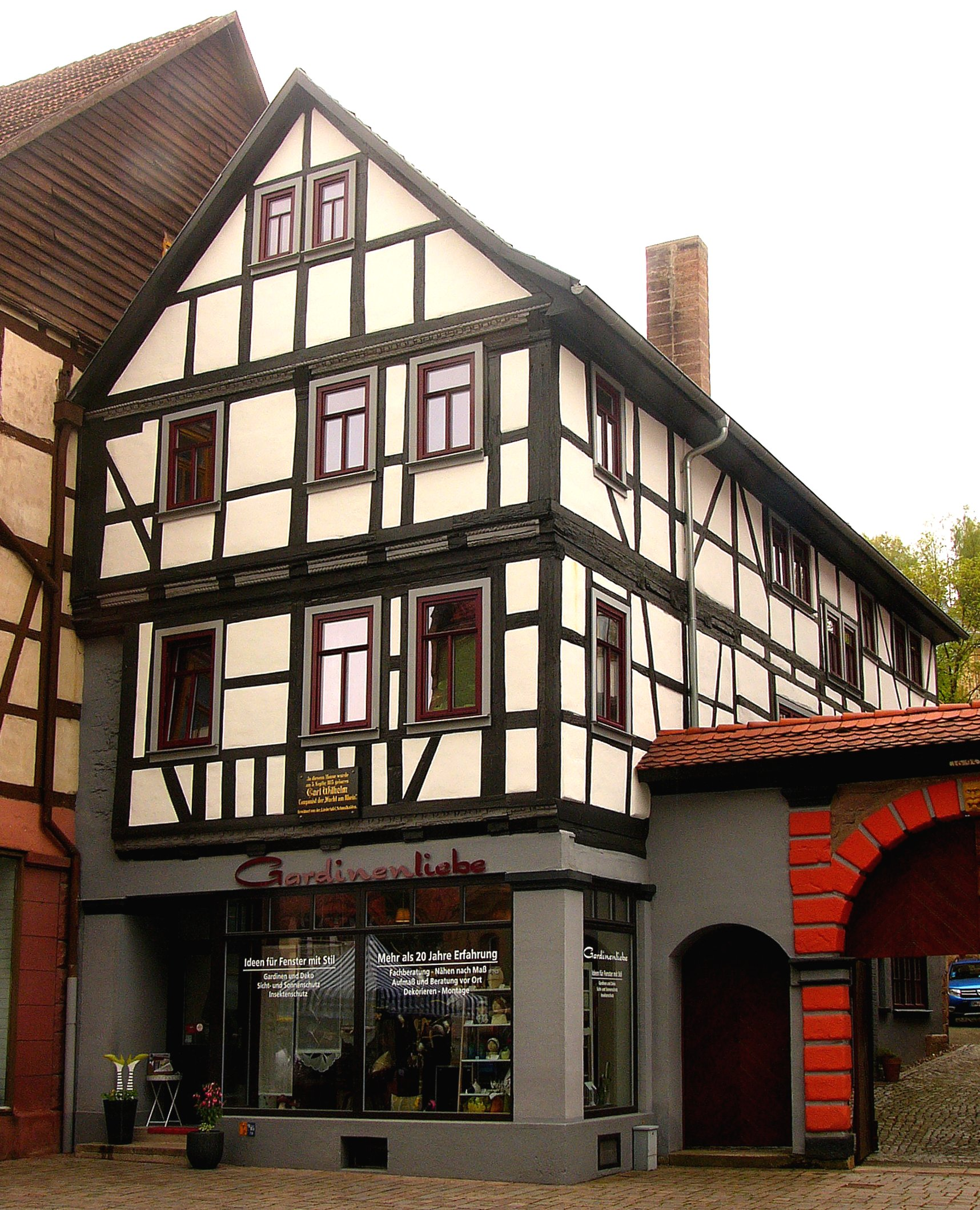
Geburtshaus von Carl Wilhelm in Schmalkalden
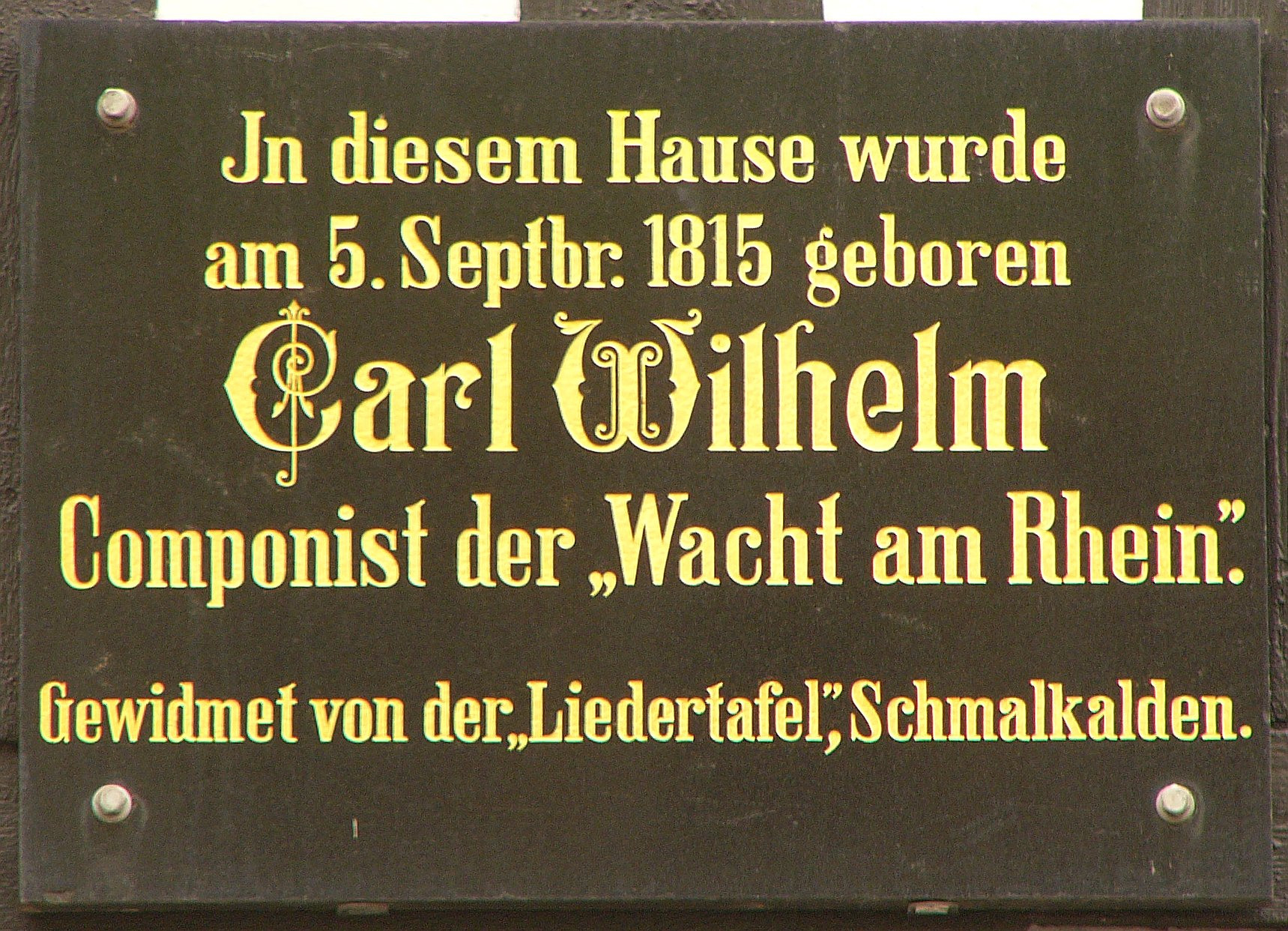
Gedenktafel am Geburtshaus